# 富山市立柳町小学校
富山市立柳町小学校（とやましりつ やなぎまちしょうがっこう）は、富山県富山市柳町にある公立小学校。

## 概要
柳町小学校区の該当する中学校区は富山市立奥田中学校区、富山市立東部中学校区にまたがっているため、卒業生のほとんどは上記のいずれかの中学校に進学する。

## 沿革
個別に出典が提示されていない箇所の出典→。
- 1873年 - 興麗小学校（稲荷町）蓮台寺本堂、声振小学校（北新町）が2階建て民家にて創立[2]。
- 1875年 - 興麗、声振両校とも新築。
- 1885年5月 - 大火により両校焼失。興麗小学校は稲荷町の光善寺と善久寺、声振小学校は稲荷町の明集寺を仮校舎とする[2]。
- 1886年 - 興麗、声振両校とも合併し、潜兄小学校となり、東田地方村に置かれる。3月には校舎が新築される（木造2階建て、189坪5合＝625m2）[2]。
- 1887年 - 潜兄小学校尋問科、柳町小学校簡易科となる。
- 1890年 - 火災により焼失。
- 1892年 - 潜兄尋常小学校新築。
- 1895年 - 泉町尋常小学校に改称。
- 1910年 - 柳町尋常小学校となる。
- 1925年 - 柳町尋常高等小学校となる。
- 1932年 - 富山市立柳町尋常小学校となる。
- 1941年 - 富山市立柳町国民学校となる。
- 1945年 - 富山大空襲により校舎焼失。不二越を仮校舎とする。
- 1947年1月8日 - 富山市立柳町小学校、仮校舎9教室新築[3]、その後1956年まで年々増築[4]。
- 1953年11月1日 - 木造平屋建てスレート型セメント瓦葺の講堂が完成（落成式）[5]、同年、校歌が出来る。
- 1960年 - プール竣工。
- 1963年11月27日 - 鉄筋校舎第1期工事完了[4]。1966年までに鉄筋校舎が整備される（1967年に竣工式）。
- 1968年 - 交通訓練場設置。
- 1973年 - 正面玄関右側に校歌碑出来る。
- 1974年 - 校舎の大規模改造工事に着手[6]。
- 1977年 - 情緒障害学級が出来る。
- 1995年3月15日 - 校舎の大規模改造工事完成記念式[6]。

## 通学区域
泉町一丁目～二丁目、稲荷町一丁目～三丁目、稲荷町四丁目(4～7番のみ)、於保多町、 館出町一丁目～二丁目、東町一丁目～三丁目、緑町一丁目～二丁目、向川原町、 柳町一丁目(１番 1～6,8～10,16,17,21号、２番 2,5,9～11,16～18,25,26,28,29号を除く)、 柳町二丁目(1番 1,2,4,7,9,11,12,13,15,17,19,21号を除く)、 柳町三丁目(1番 1,2,5～8,19,20号、2番 1,17号、3番 5,25号を除く)、稲荷園町、稲荷町四丁目(１～３番のみ)、稲荷元町一丁目～三丁目、北新町一丁目～二丁目、千歳町三丁目、 東田地方町一丁目(3,4番のみ)、東田地方町二丁目、 柳町一丁目(１番 1～6,8～10,16,17,21号、２番 2,5,9～11,16～18,25,26,28,29号のみ)、 柳町二丁目(1番 1,2,4,7,9,11,12,13,15,17,19,21号のみ)、 柳町三丁目(1番 1,2,5～8,19,20号、2番 1,17号、3番 5,25号のみ)、柳町四丁目、弥生町一丁目～二丁目